# Большая Узала
Большая Узала — река в России, протекает в Республике Башкортостан. Правый приток реки Зилаир.

## География
Река берёт начало около села Бердяш. Течёт на юго-восток через леса. Устье реки находится у деревни Уразбаево в 17 км по правому берегу реки Зилаир. Длина реки составляет 30 км.

## Данные водного реестра
По данным государственного водного реестра России относится к Уральскому бассейновому округу, водохозяйственный участок реки — Сакмара от истока до впадения реки Большой Ик. Речной бассейн реки — Урал (российская часть бассейна).
Код объекта в государственном водном реестре — 12010000512112200005331.